# 2015 en Arabie saoudite
Cet article présente les faits marquants de l'année 2015 en Arabie saoudite.

## Évènements
- 23 janvier : mort du roi Abdallah ben Abdelaziz Al Saoud, son frère Salmane ben Abdelaziz Al Saoud lui succède[1].
- 29 avril : Mohammed ben Nayef Al Saoud est nommé prince héritier et vice-premier ministre, succédant à Moukrine ben Abdelaziz Al Saoud. Saoud ben Fayçal ben Abdelaziz Al Saoud, ministre des affaires étrangères, est remplacé par Adel al-Joubeir[2].
- 11 septembre : un accident de grue à La Mecque fait 107 morts et plus de deux cents blessés.
- 24 septembre : une bousculade à Mina, en marge du pèlerinage à La Mecque, fait plus de 700 morts.
- 12 décembre : élections municipales, premier scrutin ouvert aux femmes dans le royaume.